# 請將手放開
《請將手放開》是香港搖滾樂隊Beyond發行第十二张粵語专辑，《請將手放開》是於香港主權移交前發行，專輯是在二樓後座改建後的錄音室灌錄。

## 曲目
| 次序 | 歌名               | 填詞          | 作曲   | 主唱   |
| ---- | ------------------ | ------------- | ------ | ------ |
| 1.   | 遊戲（序曲）       | -             | 黃貫中 | -      |
| 2.   | 大時代             | 黃貫中        | 黃貫中 | 黃貫中 |
| 3.   | 預備               | 林夕          | 黃家強 | 黃家強 |
| 4.   | 請將手放開         | 黃貫中        | 黃貫中 | 黃貫中 |
| 5.   | 回響               | 黃家強/李焯雄 | 黃家強 | 黃家強 |
| 6.   | 誰命我名字         | 黃貫中        | 黃貫中 | 黃貫中 |
| 7.   | 吓，講乜野話？       | 黃貫中        | Beyond | 黃貫中 |
| 8.   | 麻醉               | 黃偉文        | 黃家強 | 黃家強 |
| 9.   | 無助               | 葉世榮/李焯雄 | 葉世榮 | 葉世榮 |
| 10.  | 我的知己在街頭     | -             | 黃貫中 | -      |
| 11.  | 我的知己           | 黃貫中/李焯雄 | 黃貫中 | 黃貫中 |
| 12.  | 遊戲               | 黃貫中        | 黃貫中 | 黃貫中 |
| 13.  | 舊曆（純音樂演奏） | -             | 黃貫中 | -      |

## 獎項
- 1997年度香港金唱片頒獎典禮

- 「金唱片」：《請將手放開》

- 1997年度新城勁爆頒獎禮

- 「勁爆搖滾」：《請將手放開》